# David Blue (muzyk)
David Blue, właśc. Stuart David Cohen (ur. 18 lutego 1941 w Pawtucket, zm. 2 grudnia 1982 w Nowym Jorku) – amerykański piosenkarz folkowy, autor tekstów piosenek, gitarzysta, kompozytor i aktor.

## Życiorys

### Wczesne lata
Urodził się w Pawtucket w Rhode Island, w zespole miejskim Providence–Pawtucket–Fall River. Jego matka była katoliczką pochodzenia irlandzkiego i francusko-kanadyjskiego, pracowała jako fryzjerka. Jego ojciec, Sumner A. Cohen, podróżujący sprzedawca firmy kosmetyczno–biżuteryjnej, miał pochodzenie rosyjskie i żydowskie, był weteranem armii II wojny światowej, został odznaczony Brązową Gwiazdą i Purpurowym Sercem. David Blue w wieku 17 lat porzucił szkołę średnią, opuścił dom i wstąpił do marynarki wojennej, ale wkrótce został wyrzucony za „niezdolność przystosowania się do wojskowego trybu życia”. 

### Kariera
W 1960 przeprowadził się do Nowego Jorku, aby zostać aktorem. Zaczął pracować w The Gaslight zmywając naczynia. Gdy kupił sobie gitarę, zaczął komponować muzykę do wierszy, zachęcany przez Boba Dylana, z którym się zaprzyjaźnił. W 1964 przeniósł się do Greenwich Village.
Blue stał się integralną częścią sceny muzyki folkowej Greenwich Village w Nowym Jorku, w skład której wchodzili: Bob Dylan, Phil Ochs, Dave Van Ronk, Tom Paxton, Bob Neuwirth i Eric Andersen. Blue stał się najbardziej znany jako autor piosenki „Outlaw Man” dla rockowej grupy Eagles, która znalazła się na ich albumie Desperado z 1973. Oryginalna wersja utworu „Outlaw Man” Blue była głównym utworem z jego własnego albumu Nice Baby and the Angel, ponownie wydanego na płycie CD wraz z całym katalogiem Davida Blue w 2007 nakładem Wounded Bird Records.
W 1975 Blue dołączył do Rolling Thunder Revue Dylana. Pojawił się w awangardowym filmie surrealistycznym Renaldo and Clara (1978), który został nakręcony podczas tej trasy koncertowej. Wystąpił potem w dramacie kryminalnym Wima Wendersa Amerykański przyjaciel (Der amerikanische Freund, 1977) w roli Allana Wintera, dramacie telewizyjnym ABC Próba Patty Hearst (The Ordeal of Patty Hearst, 1979) jako Schiller z Lisą Eilbacher w roli tytułowej, komedii muzycznej Neila Younga i Deana Stockwella Human Highway (1982) w roli Earla Duke’a oraz jednym z odcinków serialu Texas (1982) jako detektyw Anderson. W grudniu 1980 zagrał postać Murraya w produkcji off-Broadwayowskiej Amerykańskie dni.
Był żonaty z Nesyą.

### Śmierć
2 grudnia 1982 doznał śmiertelnego zawału serca w wieku 41 lat podczas joggingu w parku na Washington Square Park.

## Dyskografia
- 1965: Singer Songwriter Project (wyd. Elektra); Blue, któremu przypisuje się rolę Davida Cohena, napisał trzy utwory („I Like to Sleep Late in the Morning”, „It’s Alright with Me”, „Don’t Get Caught in a Storm”) i jest jednym z czterech artystów; pozostali to Richard Fariña, Patrick Sky i Bruce Murdoch
- 1966: David Blue (wyd. Elektra)
- 1968: These 23 Days in September (wyd. Reprise)
- 1970: Me (wyd. Reprise); wydany pod nazwiskiem S. David Cohen
- 1972: Stories (wyd. Asylum)
- 1973: Nice Baby and the Angel (wyd. Asylum)
- 1975: Com’n Back for More (wyd. Asylum)
- 1976: Cupid’s Arrow (wyd. Asylum)
- 2023: The Lost 1967 Elektra Recordings & More (David Blue & the American Patrol) (wyd. Mapache Records)